# Samuel Adegbenro
Samuel Adeniyi Adegbenro, född 3 december 1995 i Osogbo, är en nigeriansk fotbollsspelare som spelar för kinesiska Beijing Guoan.

## Fotbollskarriär
Den 13 januari 2021 värvades Adegbenro av IFK Norrköping. Under sin debutsäsong gjorde han 17 mål på 30 matcher och blev därmed skyttekung i Allsvenskan 2021.

### Webbkällor
- Samuel Adegbenro på Soccerway (engelska)